# Darian Thompson
Darian Thompson (Lancaster, 22 settembre 1993) è un giocatore di football americano statunitense che milita nel ruolo di Safety per i Dallas Cowboys della National Football League (NFL).

## Biografia

### New York Giants
Al college, Thompson giocò a football con i Boise State Broncos dal 2012 al 2015. Fu scelto nel corso del terzo giro (71º assoluto) del Draft NFL 2016 dai New York Giants. Debuttò come professionista nella gara del primo turno contro i Dallas Cowboys mettendo a segno 3 tackle. Sette giorni dopo disputò la prima gara come titolare contro i New Orleans Saints. A causa di un infortunio al piede quelle furono però le uniche presenze della sua stagione da rookie

## Statistiche
| Partite totali      | 2 |
| Partite da titolare | 1 |
| Tackle              | 7 |
| Sack                | 0 |
| Intercetti          | 0 |
| Fumble forzati      | 0 |

Statistiche aggiornate alla stagione 2016